# Казак, Павел Корнилович
Павел Корнилович Казак (1901—1990) — советский военачальник, полковник.

## Биография
Родился в 1901 году в Одессе.
В 1920 году окончил реальное училище. В НКВД и РККА с 1927 года. Член ВКП(б)/КПСС с 1929 года. В 1939 году окончил Высшую пограничную школу ОГПУ.
Участник Великой Отечественной войны с самого её начала. С 22 июня по 2 июля 1941 года майор Казак Павел Корнилович, командуя 23-м пограничным отрядом, оборонял участок государственной границы СССР на реке Прут, ведя непрерывные бои с численно превосходящими немецко-румынскими частями. Отряд приказом НКВД СССР № 001379 от 25.09.1941 был переформирован в 23-й пограничный полк Пограничных войск НКВД СССР, командир полка — подполковник Казак Павел Корнилович.
Позже, командуя 23-м полком Пограничных войск, освобождал Адыгею и её столицу — город Майкоп.
C 29 марта 1944 года по 1946 года П. К. Казак командовал 3-й стрелковой дивизией внутренних войск НКВД.
Умер в 1990 году. Похоронен на Серафимовском кладбище Санкт-Петербурга.

## Награды
- Награждён орденом Красного Знамени (1942) и знаком «Заслуженный работник НКВД» (1941).